# 青岛啤酒博物馆
36°04′44″N 120°20′29″E / 36.07889°N 120.34139°E青岛啤酒博物馆，位于中华人民共和国山东省青岛市市北区登州路，是在国家重点文物保护单位青岛啤酒厂早期建筑的基础上建设而成的中国第一家以啤酒为主题的的博物馆，同时是国家4A级旅游景区、国家二级博物馆、国家首批工农业旅游示范点。

## 历史
1903年8月15日，盎格鲁－日尔曼啤酒公司的德国商人与英国商人出资兴建日尔曼啤酒公司青岛股份公司（即青岛啤酒厂的前身）。日尔曼啤酒公司青岛股份公司位于穆勒上尉街（现登州路56号）。这是中国第一家且持续经营至今的啤酒厂，当年设计生产能力2000吨/年，是亚洲最大最先进的啤酒厂。
日尔曼啤酒公司青岛股份公司的建筑属德国青年派风格，三段式建筑，共两幢楼房，为当时综合办公和酿造生产所用。两幢红色建筑位于厂南大门两侧。其中位于西侧的三层小楼是综合办公楼，A楼为娱乐区、B楼为事务所（办公区）和外籍高层管理人员的居住场所；A楼为砖石结构2层楼房，建筑面积150平方米，花岗岩墙基，红砖清水墙，红瓦斜坡屋面，室内木构件均由简单雕刻；B楼3层楼房，亦为砖石结构，建筑面积765平方米，红花岗岩墙基，红砖清水墙立面，斜坡屋顶，室内木构件均有华丽雕刻。位于厂南大门东侧建筑是酿造办公室和酿造生产车间，其生产设备全部由德国引进，是当时世界上最先进的糖化生产车间。东面酿造生产车间与综合办公楼相似，亦为红色建筑。
2002年开始，青啤公司开始规划、兴建“青岛啤酒博物馆”至2003年8月15日，青岛啤酒厂100周年华诞之际，“青岛啤酒博物馆”建成开业。老式德国建筑及建厂初期的设备、设施等大量历史文物作为青岛啤酒博物馆的一部分正式作为工业旅游景点对外开放。

## 内部链接
- 青岛啤酒

- 青岛市博物馆